# Bradypodion ngomeense
Espèce
Statut CITES
Statut de conservation UICN

 NT B1b(iii)+2b(iii) : Quasi menacé
Bradypodion ngomeense est une espèce de sauriens de la famille des Chamaeleonidae.

## Répartition
Cette espèce est endémique du KwaZulu-Natal en Afrique du Sud.

## Étymologie
Son nom d'espèce, composé de ngome et du suffixe latin -ense, « qui vit dans, qui habite », lui a été donné en référence au lieu de sa découverte.

## Publication originale
- Tilbury & Tolley, 2009 : A new species of dwarf chameleon (Sauria; Chamaeleonidae, Bradypodion Fitzinger) from KwaZulu Natal South Africa with notes on recent climatic shifts and their influence on speciation in the genus. Zootaxa, n. 2226, p. 43-57.